# Rudolf Scharf
Rudolf Scharf (* 20. Februar 1924 in Gera) ist ein deutscher Internist (Kardiologie/Pneumologie) und ehemaliger Hochschullehrer.

## Leben und Wirken
Nach dem Schulabschluss studierte er Medizin an der Universität Jena und promovierte dort 1948 zum Dr. med. 1950 wurde Scharf Preisträger der Medizinischen Fakultät der Universität Jena und dort 1955 – nach erfolgter Habilitation – zum Universitätsdozenten ernannt. Nur wenige Jahre später verließ er die DDR und wurde 1960 an der Universität Saarbrücken außerordentlicher Professor für Innere Medizin und gleichzeitig Direktor der Medizinischen Universitätsklinik. Ferner wurde er Ärztlicher Direktor des Knappschaftskrankenhauses Sulzbach/Saar. 
Er ist auf Innere Medizin spezialisiert, vor allem Kardiologie/Pneumologie, und legte mehrere wissenschaftlichen Arbeiten im In- und Ausland dazu hervor.
Mitglied ist er u. a. in der Deutschen Gesellschaft für Innere Medizin und der Deutschen Gesellschaft für Kreislaufforschung.

## Schriften (Auswahl)
- Das Cor bovinum. o. O., 1948.
- Zur Regulation des zirkulierenden Plasma- und Erythrocytenvolumens bei chronischen Lungenerkrankungen. In: Kauffmann, F. (Hrsg.): Einundsechzigster Kongress. Verhandlungen der Deutschen Gesellschaft für Innere Medizin, 59 (1953), J. F. Bergmann-Verlag, München, S. 563–568.
- Erratum. In: Kauffmann, F. (Hrsg.): Einundsechzigster Kongress. Verhandlungen der Deutschen Gesellschaft für Innere Medizin, 59 (1953), J. F. Bergmann-Verlag, München, S. 589.
- (mit Georg Heuchel): Vergleichende Untersuchungen über das Verhalten von Glomerulusfiltration und zirkulierendem Blutvolumen bei der Hepatitis. In: Kauffmann, F. (Hrsg.): Einundsechzigster Kongress. Verhandlungen der Deutschen Gesellschaft für Innere Medizin, 60 (1954), J. F. Bergmann-Verlag, München, S. 506–508.
- Kreislaufprobleme und hämodynamische Korrelationen unter Muskelarbeit und therapeutischen Maßnahmen. Jena 1955.
- Der Einfluß therapeutischer Maßnahmen auf die hämodynamischen Korrelationen des Herzkranken. In: Kauffmann, F. (Hrsg.): Einundsechzigster Kongress. Verhandlungen der Deutschen Gesellschaft für Innere Medizin, 61 (1955), J. F. Bergmann-Verlag, München, S. 123–127.
- (Hrsg.): Das Humanum und die Wissenschaft. Medizinische und geistesgeschichtliche Arbeiten Walter Brednows. 1971.
- Das Knappschaftskrankenhaus Sulzbach/Saar in seiner 125-jahrigen Geschichte. 1989.